# Ignoratio elenchi
Ignoratio elenchi är ett argumentationsfel som grundar sig på ett irrelevant stödargument. Stödargumentet må vara sant, men saknar praktisk betydelse för huvudargumentet.
De vanligaste varianterna är genetiska argument och konsekvensargument.
Ett exempel på ignoratio elenchi är när en person argumenterar för att få en viss utmärkelse, men där argumenten är ovidkommande i jämförelse med de verkliga kriterierna för att få utmärkelsen.